# Franz Xaver Süßmayr
Franz Xaver Süßmayr (ou Süssmayr) (Schwanenstadt, 22 de julho de 1766 — Viena, 17 de setembro de 1803) foi um compositor austríaco, amigo e possível discípulo de Wolfgang Amadeus Mozart, mais conhecido por ter concluído a última e inacabada obra deste, o Requiem.
Tal como Mozart, foi sepultado numa vala comum no Cemitério de São Marcos em Viena, depois te ter sido acometido pela tuberculose.

## Início da vida
Süßmayr nasceu em Schwanenstadt, na Alta Áustria, filho de um sacristão e professor,  sua mãe morreu quando ele tinha 6 anos. Saindo de casa aos 13 anos, ele virou um estudante de canto em um mosteiro em Kremsmünster. Quando sua voz mudou, ele se tornou um membro da orquestra do mosteiro como violinista.
Como a abadia tocava óperas e Singspiels, isso o permitiu compor um série de obras de teatro e músicas sacras para a abadia dentre os anos de 1779 e 1787. Quando este teve a oportunidade de estudar com Christoph Willibald Gluck e Antonio Salieri, Süßmayr se mudaria para Viena para dedicar-se aos estudos da música operística.

## Associação com o Mozart
Ele então tornou-se um estudante de Salieri em Viena. Em 1791, ele ajudou Wolfgang Amadeus Mozart como um copista da La Clemenza di Tito e da Flauta Mágica, se presumindo que ele tenha escrito os recitativos seccos do primeiro. A julgar pela cartas sobreviventes entre Mozart e sua esposa Constanze enquanto esta estava em Baden, o relacionamento dos dois era bem próximo e amistoso. Por anos julgou-se que a Süßmayr seria apenas um estudante de Mozart, no entanto, descobertas recentes demonstram que Süßmayr nunca foi estudante de Mozart, mas sim um amigo e copista próximo.
Durante os últimos dias de Mozart, é possível que ele tenha auxiliado Mozart em seu Réquiem, tendo Mozart possivelmente encarregando Süßmayr de completar a peça após à sua morte, o que ele fez após a desistência de Joseph Eybler em completar o Réquiem, entregando o manuscrito a Constanze aproximando 100 dias após a morte de Mozart. A versão de Süßmayr do Réquiem ainda é bastante tocada recentemente, embora várias versões alternativas foram escritas com o intuito de reparar os diversos erros composicionais de Süßmayr.
Süßmayr também compôs um rondo para Trompa (SmWV 502, K. 514) com base em um manuscrito composto em 1791 por Mozart. A comparação entre o manuscrito de Mozart e a versão de Süßmayr revela que Süßmayr utilizou muito pouco de material de Mozart. Estranhamente, o rondo de Süßmayr também faz uso de um melodia de cantochão, uma explicação para isso é que a melodia teria sido utilizada por Mozart quando ele estava compondo o seu Réquiem, a qual foi confundida por Süßmayr como material para o rondo. Tal melodia também foi utilizada em uma "versão completa" do Concerto para Trompa No. 1 , K. (412 + 514) / 386b de Mozart.

## Carreira tardia
Em 1792, Süßmayr se tornou o vice-diretor e compositor no Kärntnertortheater. Comissionado por Emanuel Schikaneder, ele compôs a ópera fracassada Moisés oder der Auszug aus Ägypten, que estreou 4 de maio de 1792. Em 1794, ele seria mais bem sucedido com a opera Der Spiegel von Arkadien, que foi tocada por toda a Europa, também sendo produzida por Schikaneder. Este sucesso levou à sua nomeação como Kapellmeister no Teatro Nacional Alemão, sendo encarregado da produção de óperas alemães.
A partir deste momento até 1800, ele foi muito bem sucedido e popular no cenário musical vienense. No entanto, após esse tempo, sua saúde piorou devido a tuberculose, o que levou ao declínio de sua carreira. Tendo que implorar ao diretor de teatro para encenar sua última obra, Lista und Zufall.
Seus planos de casamento fracassaram devido à sua morte prematura, que ocorreu em Viena, em 1803. Assim como Mozart, foi enterrado em uma vala comum sem marcação no Cemitério de São Marcos em Viena.

## Obras
Seus trabalhos incluem o seguinte:
- Duas massas (SmWV 101-102)
- Dois requiems (SmWV 103-104)
- Sete Offertories (SmWV 112-115, 117-119, 123, 125, 144-145, 156)
- A gradual (SmWV 143)
- Salmos
- A Magnificat
- Hinos
- Nicht mehr als sechs Schüsseln (SmWV 205)
- Moisés oder der Auszug aus Ägypten (SmWV 209)
- Der Spiegel von Arkadien (SmWV 213)
- Lista und Zufall (SmWV 224)

Nota-se em especial o seu concerto de clarinete (SmWV 501), que ele provavelmente escreveu para o clarinetista de Mozart, Anton Stadler, uma vez que há uma marcação para um clarinete basset. No entanto, gravações modernas da obra, como aquelas por Dieter Klöcker e por Thea Rei, utilizam um "clarinete normal em B♭". No entanto, a gravação reconstruída por Michael Freyhan utiliza um clarinete basset. 